# Radioamator i Krótkofalowiec
Radioamator i Krótkofalowiec – polski miesięcznik o tematyce krótkofalarskiej i radiotechnicznej, wydawany od lutego 1961 r. do grudnia 1978 r. przez Wydawnictwa Komunikacji i Łączności. Od 1979 roku ukazywał się jako „RE Radioelektronik”.

## Stałe działy (lata 70. XX w.)
- Z kraju i ze świata
- Elektroakustyka
- Technika RTV
- Miernictwo elektroniczne
- Przegląd schematów
- Podzespoły elektroniczne
- Kącik dla początkujących
- Różne
- Krótkofalowiec Polski